# Женска фудбалска репрезентација Гане
Женска фудбалска репрезентација Гане (енгл. Ghana women's national football team) је национални фудбалски тим који представља Гануу на међународним такмичењима и под контролом је Фудбалског савеза Гане (ГФА) (енгл. Ghana Football Association GFA), владајућег тела за фудбал у Гани.
Играчице репрезентације су познате под надимком „Црне краљице”.

## Историја

### Почетак
Женска фудналска репрезентација Гане одиграла је прву међународну утакмицу 16. фебруара 1991. године против Нигерије у Лагосу, Нигерија. Утакмица је завршена резултатом 5 : 1 за репрезентацију Нигерије.
Женска фудбалска репрезентација Гане позната је под надимком „Црне краљице“.

#### Опрема
| Спонзор | Период    |
| ------- | --------- |
| Ерима   | 1991–1992 |
| Адидас  | 1992–2000 |
| Капа    | 2000–2005 |
| Пума    | 2005–     |

#### Трени и полигони
Објекти и тренинг центри репрезентације су „Ганаман фудбалски центар изврсности” познат и као „Национални камп” или „ГФА технички центар” (ГСЦЕ) који се налази у Прампраму.

## Такмичарски рекорд

### Светско првенство за жене
| Светско првенство у фудбалу за жене − резултати | Светско првенство у фудбалу за жене − резултати | Светско првенство у фудбалу за жене − резултати | Светско првенство у фудбалу за жене − резултати | Светско првенство у фудбалу за жене − резултати | Светско првенство у фудбалу за жене − резултати | Светско првенство у фудбалу за жене − резултати | Светско првенство у фудбалу за жене − резултати |                       |
| Година                                          | Резултат                                        | Ута                                             | Поб                                             | Нер                                             | Изг                                             | ГД                                              | ГП                                              |                       |
| ----------------------------------------------- | ----------------------------------------------- | ----------------------------------------------- | ----------------------------------------------- | ----------------------------------------------- | ----------------------------------------------- | ----------------------------------------------- | ----------------------------------------------- | --------------------- |
| 1991                                            | Нису се квалификовале                           | Нису се квалификовале                           | Нису се квалификовале                           | Нису се квалификовале                           | Нису се квалификовале                           | Нису се квалификовале                           | Нису се квалификовале                           | Нису се квалификовале |
| 1995                                            | Нису се квалификовале                           | Нису се квалификовале                           | Нису се квалификовале                           | Нису се квалификовале                           | Нису се квалификовале                           | Нису се квалификовале                           | Нису се квалификовале                           | Нису се квалификовале |
| 1999                                            | Групна фаза                                     | 3                                               | 0                                               | 1                                               | 2                                               | 1                                               | 10                                              |                       |
| 2003                                            | Групна фаза                                     | 3                                               | 1                                               | 0                                               | 2                                               | 2                                               | 5                                               |                       |
| 2007                                            | Групна фаза                                     | 3                                               | 0                                               | 0                                               | 3                                               | 3                                               | 15                                              |                       |
| 2011                                            | Нису се квалификовале                           | Нису се квалификовале                           | Нису се квалификовале                           | Нису се квалификовале                           | Нису се квалификовале                           | Нису се квалификовале                           | Нису се квалификовале                           | Нису се квалификовале |
| 2015                                            | Нису се квалификовале                           | Нису се квалификовале                           | Нису се квалификовале                           | Нису се квалификовале                           | Нису се квалификовале                           | Нису се квалификовале                           | Нису се квалификовале                           | Нису се квалификовале |
| 2019                                            | Нису се квалификовале                           | Нису се квалификовале                           | Нису се квалификовале                           | Нису се квалификовале                           | Нису се квалификовале                           | Нису се квалификовале                           | Нису се квалификовале                           | Нису се квалификовале |
| 2023                                            | Нису се квалификовале                           | Нису се квалификовале                           | Нису се квалификовале                           | Нису се квалификовале                           | Нису се квалификовале                           | Нису се квалификовале                           | Нису се квалификовале                           | Нису се квалификовале |
| Укупно                                          | 3/9                                             | 9                                               | 1                                               | 1                                               | 7                                               | 6                                               | 30                                              |                       |

| Светско првенство у фудбалу за жене − резултати | Светско првенство у фудбалу за жене − резултати | Светско првенство у фудбалу за жене − резултати | Светско првенство у фудбалу за жене − резултати | Светско првенство у фудбалу за жене − резултати | Светско првенство у фудбалу за жене − резултати |
| Година                                          | Коло                                            | Датум                                           | Противник                                       | Резултат                                        | Стадион                                         |
| ----------------------------------------------- | ----------------------------------------------- | ----------------------------------------------- | ----------------------------------------------- | ----------------------------------------------- | ----------------------------------------------- |
| 1999                                            | Групна фаза                                     | 20. јун                                         | Аустралија                                      | Н 1 : 1                                         | Стадион Фоксборо, Фоксборо                      |
| 1999                                            | Групна фаза                                     | 23. јун                                         | Кина                                            | И 0 : 7                                         | Провиденс парк, Портланд                        |
| 1999                                            | Групна фаза                                     | 26. јун                                         | Шведска                                         | И 0 : 2                                         | Солџер филд, Чикаго                             |
| 2003                                            | Групна фаза                                     | 21. септембар                                   | Кина                                            | И 0 : 1                                         | Хоум дипо центар, Карсон                        |
| 2003                                            | Групна фаза                                     | 25. септембар                                   | Русија                                          | И 0 : 3                                         | Хоум дипо центар, Карсон                        |
| 2003                                            | Групна фаза                                     | 28. септембар                                   | Аустралија                                      | П 2 : 1                                         | Провиденс парк, Портланд                        |
| 2007                                            | Групна фаза                                     | 12. септембар                                   | Аустралија                                      | И 1 : 4                                         | Спортски центар Жути змај, Хангџоу              |
| 2007                                            | Групна фаза                                     | 15. септембар                                   | Канада                                          | И 0 : 4                                         | Спортски центар Жути змај, Хангџоу              |
| 2007                                            | Групна фаза                                     | 20. септембар                                   | Норвешка                                        | И 2 : 7                                         | Спортски центар Жути змај, Хангџоу              |

### Олимпијске игре
| Олимпијске игре − резултати | Олимпијске игре − резултати | Олимпијске игре − резултати | Олимпијске игре − резултати | Олимпијске игре − резултати | Олимпијске игре − резултати | Олимпијске игре − резултати | Олимпијске игре − резултати | Олимпијске игре − резултати |
| Година                      | Резултат                    | Утакмица                    | Победе                      | Нерешене                    | Изгубљене                   | ГД                          | ГП                          |                             |
| --------------------------- | --------------------------- | --------------------------- | --------------------------- | --------------------------- | --------------------------- | --------------------------- | --------------------------- | --------------------------- |
| 1996                        | Нису учествовале            | Нису учествовале            | Нису учествовале            | Нису учествовале            | Нису учествовале            | Нису учествовале            | Нису учествовале            | Нису учествовале            |
| 2000                        | Нису се квалификовале       | Нису се квалификовале       | Нису се квалификовале       | Нису се квалификовале       | Нису се квалификовале       | Нису се квалификовале       | Нису се квалификовале       | Нису се квалификовале       |
| 2004                        | Нису се квалификовале       | Нису се квалификовале       | Нису се квалификовале       | Нису се квалификовале       | Нису се квалификовале       | Нису се квалификовале       | Нису се квалификовале       | Нису се квалификовале       |
| 2008                        | Нису се квалификовале       | Нису се квалификовале       | Нису се квалификовале       | Нису се квалификовале       | Нису се квалификовале       | Нису се квалификовале       | Нису се квалификовале       | Нису се квалификовале       |
| 2012                        | Нису се квалификовале       | Нису се квалификовале       | Нису се квалификовале       | Нису се квалификовале       | Нису се квалификовале       | Нису се квалификовале       | Нису се квалификовале       | Нису се квалификовале       |
| 2016                        | Нису се квалификовале       | Нису се квалификовале       | Нису се квалификовале       | Нису се квалификовале       | Нису се квалификовале       | Нису се квалификовале       | Нису се квалификовале       | Нису се квалификовале       |
| 2021                        | Нису се квалификовале       | Нису се квалификовале       | Нису се квалификовале       | Нису се квалификовале       | Нису се квалификовале       | Нису се квалификовале       | Нису се квалификовале       | Нису се квалификовале       |
| Укупно                      | 0/7                         | 0                           | 0                           | 0                           | 0                           | 0                           | 0                           |                             |

### Афрички Куп нација у фудбалу за жене
| Афрички Куп нација − резултати | Афрички Куп нација − резултати | Афрички Куп нација − резултати | Афрички Куп нација − резултати | Афрички Куп нација − резултати | Афрички Куп нација − резултати | Афрички Куп нација − резултати | Афрички Куп нација − резултати | Афрички Куп нација − резултати | Афрички Куп нација − резултати |
| Година                         | Коло                           | Ута                            | Поб                            | Нер                            | Изг                            | ГД                             | ГП                             | ГР                             |                                |
| ------------------------------ | ------------------------------ | ------------------------------ | ------------------------------ | ------------------------------ | ------------------------------ | ------------------------------ | ------------------------------ | ------------------------------ | ------------------------------ |
| 1991                           | Четвртфинале                   | 2                              | 0                              | 0                              | 2                              | 2                              | 7                              | −5                             |                                |
| 1995                           | Полуфинале                     | 2                              | 0                              | 0                              | 2                              | 2                              | 5                              | −3                             |                                |
| 1998                           | Другопласиране                 | 4                              | 2                              | 1                              | 1                              | 11                             | 4                              | +7                             |                                |
| 2000                           | Треће место                    | 5                              | 3                              | 1                              | 1                              | 13                             | 6                              | +7                             |                                |
| 2002                           | Другопласиране                 | 5                              | 3                              | 1                              | 1                              | 9                              | 4                              | +5                             |                                |
| 2004                           | Треће место                    | 5                              | 3                              | 1                              | 1                              | 7                              | 2                              | +5                             |                                |
| 2006                           | Другопласиране                 | 5                              | 4                              | 0                              | 1                              | 7                              | 2                              | +5                             |                                |
| 2008                           | Групна фаза                    | 3                              | 1                              | 1                              | 1                              | 4                              | 4                              | 0                              |                                |
| 2010                           | Групна фаза                    | 3                              | 1                              | 0                              | 2                              | 4                              | 6                              | −2                             |                                |
| 2012                           | Нису се квалификовале          | Нису се квалификовале          | Нису се квалификовале          | Нису се квалификовале          | Нису се квалификовале          | Нису се квалификовале          | Нису се квалификовале          | Нису се квалификовале          |                                |
| 2014                           | Group stage                    | 3                              | 1                              | 1                              | 1                              | 2                              | 2                              | 0                              |                                |
| 2016                           | Треће место                    | 5                              | 3                              | 1                              | 1                              | 8                              | 4                              | +4                             |                                |
| 2018                           | Групна фаза                    | 3                              | 1                              | 1                              | 1                              | 3                              | 3                              | 0                              |                                |
| 2020                           | Отказано                       | Отказано                       | Отказано                       | Отказано                       | Отказано                       | Отказано                       | Отказано                       | Отказано                       |                                |
| 2022                           | Нису се квалификовале          | Нису се квалификовале          | Нису се квалификовале          | Нису се квалификовале          | Нису се квалификовале          | Нису се квалификовале          | Нису се квалификовале          | Нису се квалификовале          |                                |
| Укупно                         | 12/13                          | 45                             | 22                             | 8                              | 15                             | 72                             | 49                             | +23                            |                                |

*Жребови укључују утакмице где је одлука пала извођењем једанаестераца.